# Władysław Bodnicki
Władysław Bodnicki (ur. 7 kwietnia 1910 w Krakowie, zm. 12 czerwca 1983 we Wrocławiu) – polski pisarz.

## Życiorys
Urodził się w rodzinie Stanisława (1866–1914), mistrza rzeźbiarsko-kamieniarskiego, i Marii z Talagów (1867–1932). Ukończył VI Państwowe Gimnazjum im. Tadeusza Kościuszki w Krakowie. W latach 1932–1937 studiował początkowo prawo, a następnie polonistykę na Uniwersytecie Jagiellońskim w Krakowie. Należał do stowarzyszenia literackiego Litart, a po jego rozwiązaniu w 1935 był współzałożycielem klubu literackiego Volty. Przed wojną był właścicielem, wydawcą i redaktorem naczelnym miesięcznika literacko-artystycznego „Nasz Wyraz” (1937–1939).
W czasie okupacji niemieckiej przebywał w Krakowie.
Po 1945 działał w Związku Literatów Polskich (pełnił m.in. funkcję sekretarza oddziału krakowskiego w latach 1960–1976) oraz publikował na łamach prasy codziennej. W 1948 roku był redaktorem działu kulturalnego „Kuriera Szczecińskiego”. W 1949 współpracował z Wydziałem Kultury Wojewódzkiej i Miejskiej Rady Narodowej. 
W 1951 uzyskał stopień magistra filologii polskiej na UJ i został kierownikiem literackim Teatru Studio w Krakowie. W 1953 podpisał rezolucję ZLP w sprawie procesu krakowskiego. W latach 1954–1956 był wykładowcą na Uniwersytecie Ludowym Różnica k. Kielc.
Debiutował w 1929 nowelą Historia Antkowego rogu opublikowaną w tygodniku „Rola” (nr 11). W 1946 debiutował jako dramatopisarz sztuką A było to tak niedawno , wystawioną w Teatrze Okręgowym Domu Żołnierza w Krakowie. 
Był autorem powieści, utworów poetyckich i scenicznych, poświęconych przede wszystkim historii i kulturze Krakowa. Do najbardziej znanych książek Bodnickiego należy cykl biograficzny o Matejce Pustelnia pod Trzema Pyskami (trzy tomy, 1956–1960, wydanie skrócone 1966); również trzyczęściowy cykl biograficzny poświęcił Wyspiańskiemu (Z rodu tytanów, 1970–1977). Ponadto autor m.in.:
- Muzy na Krupniczej (1982)[5]
- Legendy o Wieniawskim (1957)
- Orfeusze i Syreny (1960)
- Ballady przy kawiarnianych stolikach (1969)[6]
- Ostatni z rodu (1961)[7]
- Cesarzowa i smerda (1963)[8]
- Syn Popiela (1974)
- Komediant (1946, dramat o Molierze)

Pisał także felietony, recenzje, wspomnienia, reportaże z podróży.
Opowiadania, wiersze, artykuły i recenzje literackie i teatralne ogłaszał w m.in. „Dzienniku Polskim” i jego dodatku „Od A do Z” (od 1946), „Echu Krakowa” (1946–1947), „Gazecie Krakowskiej” (do 1965), „Życiu Literackim” (1965–1974), „Wieściach” (1972–1973), „Kierunkach” (1975–1981).
W 1977 został członkiem Polskiego PEN Clubu. W 1983 uzyskał w Wyższej Szkole Pedagogicznej w Opolu stopień doktora nauk humanistycznych za pracę Regionalne krakowskie i autobiograficzne źródła twórczości literackiej Stanisława Wyspiańskiego napisaną pod kierunkiem prof. Władysława Jana Studenckiego.
Zmarł we Wrocławiu, pochowany na cmentarzu Rakowickim w Krakowie (kwatera PAS 53-płn-po prawej Miśkiewiczów).

## Ordery i odznaczenia
- Krzyż Kawalerski Orderu Odrodzenia Polski
- Medal 30-lecia Polski Ludowej
- Odznaka „Zasłużony Działacz Kultury”
- Złota Odznaka „Za Pracę Społeczną dla miasta Krakowa” (1965)[9]

Źródło:.

## Nagrody i wyróżnienia
- II nagroda w konkursie dramatycznym Miejskiej Rady Narodowej w Krakowie za tragifarsę Komediant (1946)[2]
- Nagroda Miasta Krakowa (1965)
- tytuł najlepszej książki roku w konkursie „Echa Krakowa” za monografię Muzy na Krupniczej (1982)[4]